# ساتریانو
ساتریانو (به ایتالیایی: Satriano) یک کومونه در ایتالیا است که در استان کاتانزارو واقع شده‌است.

## خصوصیات
ساتریانو ۲۲ کیلومترمربع مساحت و ۳٬۴۴۱ نفر جمعیت دارد و ۲۸۷ متر بالاتر از سطح دریا واقع شده‌است.